# Santa Maria Maggiore (Piemonte)
Santa Maria Maggiore é uma comuna italiana da região do Piemonte, província do Verbano Cusio Ossola, com cerca de 1.209 habitantes. Estende-se por uma área de 53 km², tendo uma densidade populacional de 23 hab/km². Faz fronteira com Craveggia, Druogno, Malesco, Masera, Montecrestese, Toceno, Trontano.

## Demografia
| Variação demográfica do município entre 1861 e 2011                               |
|                                                                                   |
| Fonte: Istituto Nazionale di Statistica (ISTAT) - Elaboração gráfica da Wikipedia |